# Razpelo
Razpelo (iz latinščine cruci fixus, ki pomeni '(eden) pritrjen na križ') je podoba Jezusa na križu, za razliko od samega križa. Upodobitev samega Jezusa na križu se v latinščini imenuje corpus (za 'telo'). 
Razpelo je glavni simbol mnogih skupin kristjanov in ena najpogostejših oblik Križanja v umetnosti. Posebej je pomemben pri latinskem obredu rimskokatoliške cerkve, uporablja pa se tudi v pravoslavni, orientalski pravoslavni, asirski in vzhodni katoliški cerkvi, pa tudi v luteranski in anglikanski cerkvi.  Simbol je manj pogost v cerkvah drugih protestantskih denominacij, ki raje uporabljajo križ brez Jezusove figure (corpus). Križanje poudarja Jezusovo žrtvovanje - njegovo smrt s križanjem, za katero kristjani verjamejo, da je prinesla odrešenje človeštvu. Večina razpel prikazuje Jezusa na latinskem križu, ne pa na kateri koli drugi obliki, na primer križ Tau ali koptski križ.
Zahodna razpela imajo po navadi tridimenzionalni corpus, toda v vzhodnem pravoslavju je Jezusovo telo običajno naslikano na križu ali je v nizkem reliefu. Strogo gledano, da bi bilo Križanje, mora biti križ tridimenzionalen, vendar tega razlikovanja ni vedno opaziti. Tudi celotna podoba Jezusovega križa, vključno s pokrajinskim ozadjem in drugimi figurami, ni razpelo.
Veliko razpelo, ki visi čez centralno os cerkve, je znano tudi kot triumfalni križ. V poznem srednjem veku je bilo skoraj univerzalna značilnost zahodne cerkve, danes pa so zelo redka. Sodobne rimskokatoliške cerkve imajo pogosto razpelo nad oltarjem; za darovanje maše rimskokatoliški obred zahteva, da »na oltarju ali blizu njega stoji križ s podobo Kristus, ki je bil križan«. 

## Opis
Običajno je štiritočkovno latinsko razpelo sestavljeno iz pokončnega stebra ali stipes ('drog' iz latinščine) in enega samega prečnega droga, na katerega so bile prikovane roke križanega. Obstaja lahko tudi kratka napisna tablica, ki prikazuje črke INRI (grško: INBI – Iesus Nazarenus Rex Iudaeorum – 'Jezus Nazarenski, kralj Judov'.). Rusko pravoslavno razpelo ima po navadi še dodatno tretjo prečko, na katero so prikovane noge in ki je obrnjena pod kotom navzgor proti spokornemu Dismasu (na gledalčevi levi) in navzdol proti nepremagljivemu Gestasu (na gledalčevi desni). Corpus vzhodnih razpel je običajno dvodimenzionalna ali nizko reliefna ikona, ki prikazuje Jezusa že mrtvega, njegov obraz miren in mračen. Redko so tridimenzionalne figure kot v zahodni tradiciji, čeprav jih lahko najdemo tam, kjer so zahodni vplivi močni, vendar so bolj značilne ikone, narisane na koščku lesa, ki vključujejo dvobarvni križ in morda rob Kristusovih bokov in svetniški sij in brez ozadja. Bolj kiparska majhna razpela v kovinskem reliefu se uporabljajo tudi v pravoslavju (glej primere galerije), tudi kot prsni križi in križi za blagoslavljanje.
V zahodnih razpelih je mogoče videti Kristusa mrtvega ali živega, prisotnost sulice v rani v njegovih rebrih tradicionalno kaže, da je mrtev. V obeh primerih njegov obraz zelo pogosto kaže na njegovo trpljenje. V pravoslavju je po navadi prikazan kot mrtev od konca obdobja bizantinskega ikonoklazma.  Na vzhodnih razpelih so Jezusova stopala prikovana drug ob drugem, namesto da sta prekrižana drug nad drugim, kot so jih kazala zahodna razpela od približno 13. stoletja. Trnova krona je na splošno odsotna tudi v vzhodnih razpelih, saj poudarek ni na Kristusovem trpljenju, temveč na njegovem zmagoslavju nad grehom in smrtjo. Položaj Jezusovega telesa na križu v obliki črke "S" je bizantinska inovacija poznega 10. stoletja , čeprav najdemo istega v nemškem Gerovem križu. Verjetno bolj iz bizantinskega vpliva, se je v obdobju romanike razširil drugje na Zahodu, zlasti v Italiji, čeprav je bil pri slikanju bolj običajen kot pri kiparskem razpelu. V Italiji je bil poudarek na Jezusovem trpljenju in realističnih podrobnostih med procesom splošne humanizacije Kristusa, ki je bila naklonjena frančiškanskemu redu. V 13. stoletju je trpeči italijanski model (Christus patiens)  zmagal nad tradicionalnim bizantinskim (Christus gloriosus) kjerkoli v Evropi tudi zaradi del umetnikov, kot sta Giunta Pisano in Cimabue. Od renesanse je "S" oblika na splošno precej manj izrazita. Na vzhodnokrščanskih križih za blagoslavljanje sta na eni strani upodobljena Križanje, na drugi strani pa Vstajenje, ki ponazarjata razumevanje pravoslavne teologije, da sta križanje in vstajenje dva tesno povezana vidika istega dejanja odrešenja.
Druga, simbolična upodobitev prikazuje zmagoslavnega Kristusa (latinsko Christus triumphans), oblečenega v ogrinjala, ne pa slečenega kot za njegovo usmrtitev, z dvignjenimi rokami, ki se zdijo dvignjene s križa, včasih pa jih spremljajo »žarki svetlobe« ali svetniški sij, ki obdaja njegovo telo. Morda je v halji kot prerok, okronan za kralja in v štoli kot veliki vrhovni duhovnik (Imena in naslovi Jezusa v Novi zavezi).
Na nekaterih razpelih je pod trupom prikazana lobanja in križne kosti, ki se nanašajo na Golgoto (Kalvarija), mesto, na katerem je bil Jezus križan, kar po evangelijih v hebrejščini pomeni 'kraj lobanje'.  Srednjeveška tradicija je trdila, da bilo je grobišče Adama in Eve in da je Kristusov križ dvignjen neposredno nad Adamovo lobanjo, zato nekatera razpela izdelana v katoliških državah, še vedno prikazujejo lobanjo in križne kosti pod corpusom.
Zgrajena so bila zelo velika razpela, največje je Cross in the Woods (križ v gozdu) v Michiganu, ki ima 9,4 m visok kip. 

## Uporaba
Molitev pred razpelom, ki je videti kot zakrament, je pogosto del pobožnosti za kristjane, zlasti tiste, ki častijo v cerkvi, tudi zasebno. Oseba lahko sedi, stoji ali kleči pred razpelom, včasih pa ga gleda v premišljevanju ali pa zgolj pred njim z upognjeno glavo ali zaprtimi očmi. V srednjem veku so majhna razpela, navadno obešena na steni, postala običajna v osebnih celicah ali bivalnih prostorih najprej menihov, nato vse duhovščine, sledili so domovi laikov in se širili z vrha družbe, saj so postali dovolj poceni, da si ga je povprečni človek lahko privoščil. V večini mest so veliko razpelo postavili kot  spomenik v mestu ali so ga postavili na kakšnem križišču cest. V 19. stoletju je bilo razpelo prikazano nekje na splošnem delu hiše značilnost za katoliške domove. Bogatejši katoličani so si lahko privoščili sobo, namenjeno kapeli.
Rimskokatoliški (tako vzhodni kot zahodni), vzhodni pravoslavni, orientalski pravoslavni, anglikanski in luteranski kristjani navadno uporabljajo razpelo v javnih verskih službah. Verjamejo, da je uporaba razpela v skladu z izjavo svetega Pavla v Svetem pismu: »mi pa oznanjamo križanega Mesija, ki je Judom v spotiko, poganom norost. Tistim pa, ki so poklicani, Judom in Grkom, je Mesija, Božja moč in Božja modrost.«. 
Na zahodnem oltarju so bili v 11. stoletju oltarni in procesni križi, ki so postali splošni okoli 14. stoletja, saj so postali cenejši. Rimski obred zahteva, da »bodisi na oltarju bodisi ob njem stoji križ, na katerem je figura Križanega Kristusa, križ, ki je jasno viden zbranim. Zaželeno je, da tak križ ostal v bližini oltarja tudi zunaj liturgičnih obredov, da bi vernike pozval k čaščenju Gospodovega trpljenja«.   Zahteva o oltarnem križu je bila omenjena tudi v izdajah rimskega misala pred letom 1970 , čeprav ne v izvirnem rimskem misalu papeža Pija V.  V obredu pogreba piše, da je evangeliarij, Sveto pismo ali križ (ki bo na splošno v obliki razpela) mogoče postaviti na konec krste za rekviem, vendar drugega stoječega križa ne smejo postaviti blizu krste, če je oltarni križ  dobro viden iz cerkvene ladje. 
Vzhodnokrščanske liturgične procesije imajo na čelu križ ali razpelo. V vzhodni pravoslavni cerkvi je križ pogosto postavljen nad ikonostas v cerkvi. V Ruski pravoslavni cerkvi je veliko razpelo ("Golgota") postavljeno za sveto mizo (oltarjem). Med matutinom Velikega petka se v procesiji prinese  veliko razpelo v središče cerkve, kjer ga častijo verniki. Včasih je soma (corpus) odstranljiv in ga zvečer snamejo z razpelom pri večernicah med branjem evangelija, ki opisuje Spust s križa. Prazen križ lahko nato ostane v središču cerkve do pashalnega bdenja (lokalne prakse se razlikujejo). Križ, ki ga duhovnik uporablja pri blagoslavljanju vernikov, bo imel na eni strani razpelo in na drugi strani ikono Jezusovega vstajenja, pri čemer bo vstajenje uporabljeno v nedeljo in v času velikonočne nedelje, razpelo pa v drugih dneh.
Izganjalec Gabriele Amorth je izjavil, da je razpelo eno najučinkovitejših sredstev za preprečevanje ali nasprotovanje demonom. V folklori se verjame, da odvrača od vampirjev, inkubov, sukubov in drugih demonov.
Sodobni ikonoklasti so uporabili obrnjeno (navzgor obrnjeno) razpelo, ko so pokazali zaničevanje do Jezusa Kristusa ali katoliške cerkve, ki verjame v njegovo božanstvo.  Po krščanski tradiciji je bil sveti Peter mučen tako, da je bil križan navzgor. 

## Polemike

### Protestantska reformacija
Luteranske cerkve so ohranile uporabo razpela in "upravičile" njihovo nadaljnjo uporabo srednjeveških razpel z istimi argumenti, ki so se uporabljali od srednjega veka, kot je razvidno iz primera oltarja svetega križa v cistercijanski cerkvi v Doberanu.  Martin Luther jim ni ugovarjal in to je bila razlika med njim in Andreasom Karlstadtom že leta 1525. V času reformacije je Luther ohranil razpelo v luteranski cerkvi in to ostaja središče čaščenja v luteranskih župnijah po vsej Evropi. V ZDA pa je luteranstvo pod vplivom kalvinizma, zato se je navaden križ začel uporabljati v številnih cerkvah. V nasprotju s prakso luteranskih cerkva, so zgodnje reformirane cerkve zavrnile uporabo razpela in res preprostega križa, skupaj z drugimi tradicionalnimi verskimi podobami, kot malikovalsko. Jean Calvin, ki velja za očeta reformirane cerkve, je nasilno nasprotoval obema križu in razpelu.  V Angliji so bile kraljeve kapele Elizabete I. med krajevnimi cerkvami najbolj nenavadne, ko so obdržale razpelo, po konservativnih okusih kraljice. Ti so izginili pod njenim naslednikom Jakobom I. in se na  kratko ponovno pojavili v zgodnjih 1620-ih, ko si je Jakobov naslednik prizadeval za špansko poroko; ko je tekma propadla, so izginili. 

### Sodobnost
Leta 2005 je mati obtožila hčerino šolo v Derbyju v Angliji, da je diskriminirala kristjane, potem ko je bila najstnica suspendirana, ker ni hotela sneti ogrlice z razpelom. 
Britanski zapor je večnamenski kapeli odredil, naj odstrani vsa razpela, »ker bi to užalilo muslimane«. 
Leta 2008 je v Španiji lokalni sodnik ukazal, da se razpelo odstrani iz javnih šol, po več desetletnem  sporu o tem ali naj bodo razpela razstavljena v javnih zgradbah v nekonfesionalni državi. 
Poročilo, ki ga je opravila vlada iz Quebeca za leto 2008, je priporočalo, da se odstrani razpelo iz Državnega zbora, da se doseže večji pluralizem, vendar je liberalna vlada njegovo zavrnitev podprla s soglasjem večine zakonodajalcev. 
Evropsko sodišče za človekove pravice je 18. marca 2011 v zadevi Lautsi proti Italiji razsodilo, da zahteva v italijanskem zakonu, da so razpela razstavljena v učilnicah državnih šol, ne krši Evropske konvencije o človekovih pravicah.  Razpela so pogosta v večini drugih italijanskih uradnih zgradb, vključno s sodišči.
24. marca 2011 je ustavno sodišče v Peruju presodilo, da prisotnost razpela na sodiščih ne krši laične narave države. 

## Galerija
- Ročno razpelo
- Razpelo v cerkvi z votivnimi svečami.
- Rusko pravoslavno razpelo, medenina
- Rusko pravoslavno razpelo, 19. - začetek 20. stoletja
- Pravoslavno razpelo v Vilni
- Križanje, ca. 1795-1862, Brooklyn Museum
- Luteransko razpelo s portretom Lutra v cerkvi svetega Jurija v Immeldorfu, Lichtenau, Bavarska
- Veliko razpelo pri Gereja Santa, Džakarta, Indonezija
- Razpelo v sodni dvorani v Nürnbergu, Nemčija
- Razpelo gleda na vodnjak anglikanskega svetišča Gospe Walsinghamske
- Razpelo na prižnici v Canterburjski stolnici
- Oltar v stolnici Christ Church, Oxford